# Motte castrale de Chaillon
La motte castrale de Chaillon est une ancienne motte castrale située à Chaillon, dans le département français de la Meuse. 
Elle fait l'objet d'une inscription au titre des monuments historiques par arrêté du 3 décembre 1990.